# Iglesia de Santa María (Villabrágima)
La iglesia de Santa María es un templo católico ubicado en la localidad de Villabrágima, Provincia de Valladolid, Castilla y León, España.

## Descripción
La iglesia fue construida durante los siglos XVI a XVIII y es una iglesia de grandes dimensiones. En 1574 el maestro cantero cántabro Juan de Nates interviene en su cimentación. La portada plateresca a los pies sobre la que se levanta una torre que quedó inconclusa. Planta de salón con 3 naves neoclásicas. En el lado norte se abre la capilla del conde de Rivadavia, con bóvedas renacentistas, cerrada por una buena reja plateresca. En el interior de la iglesia se guarda una imagen de la Inmaculada, copia de otra original de Gregorio Fernández, así como un monumental Ecce Homo de madera, del siglo XVII.
En el exterior se abre un arco en las dependencias del templo por debajo del cual pasa la carretera.

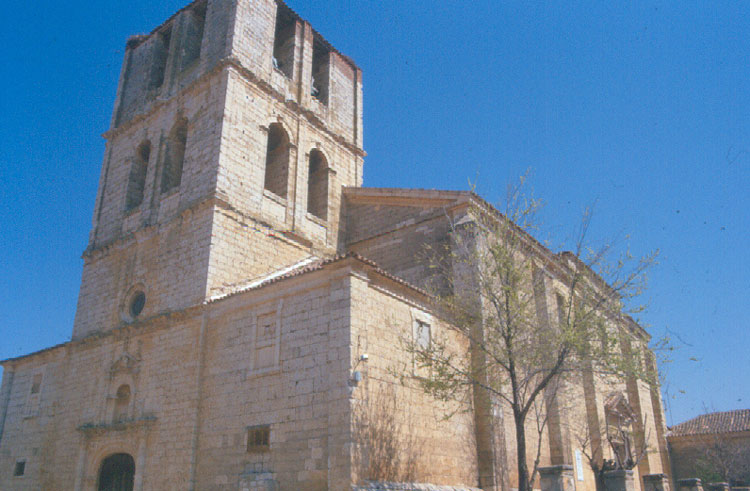
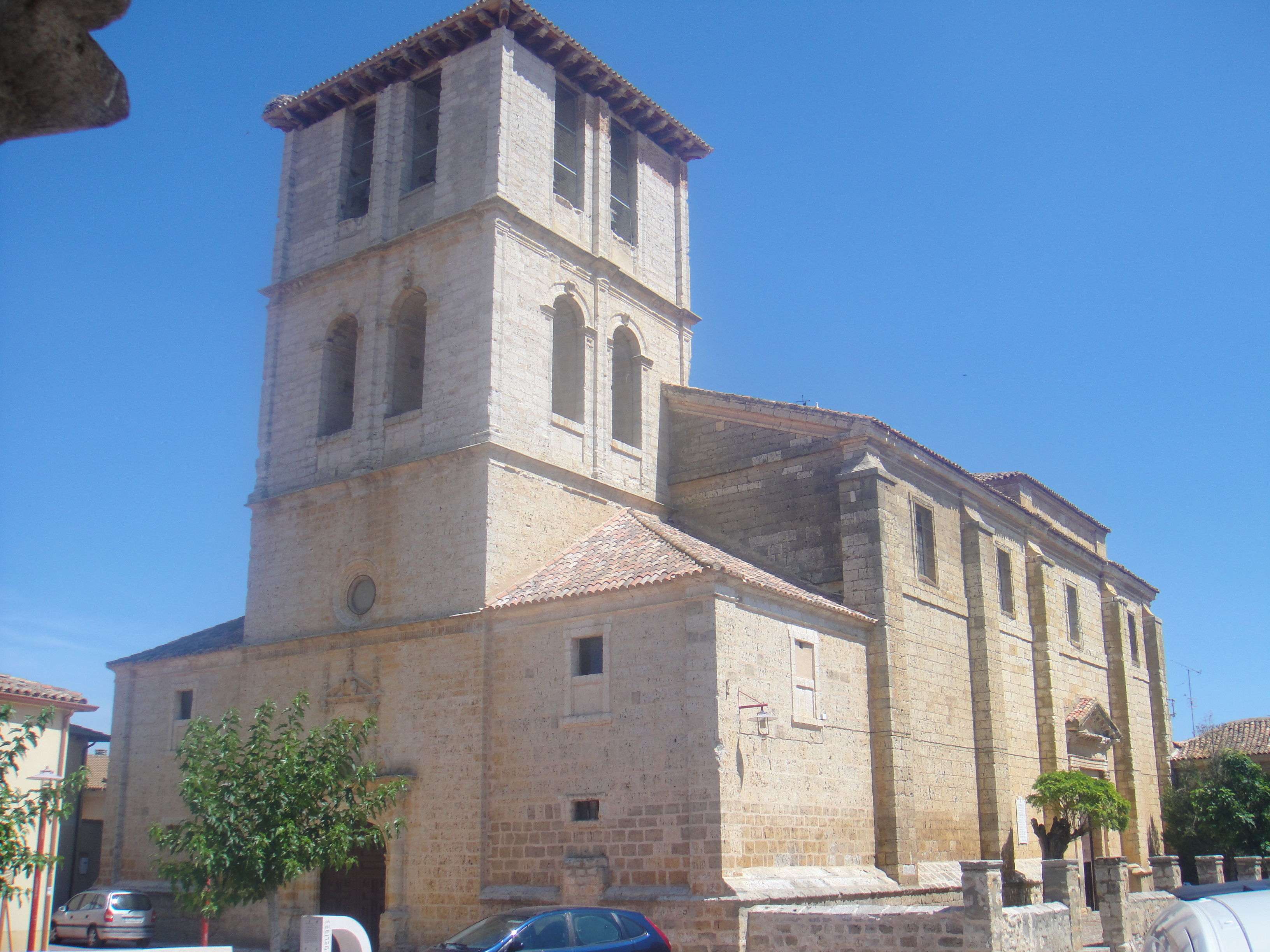
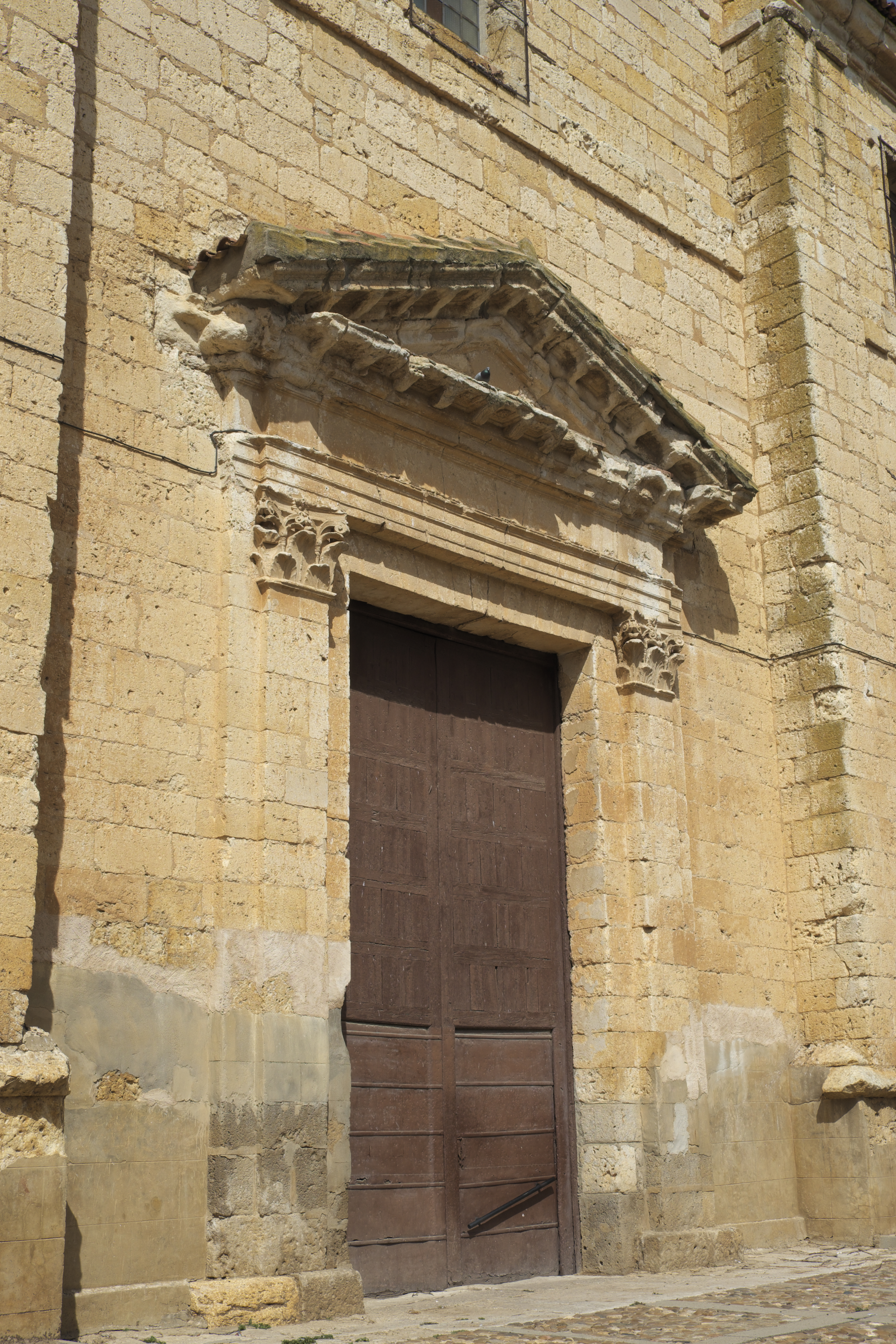
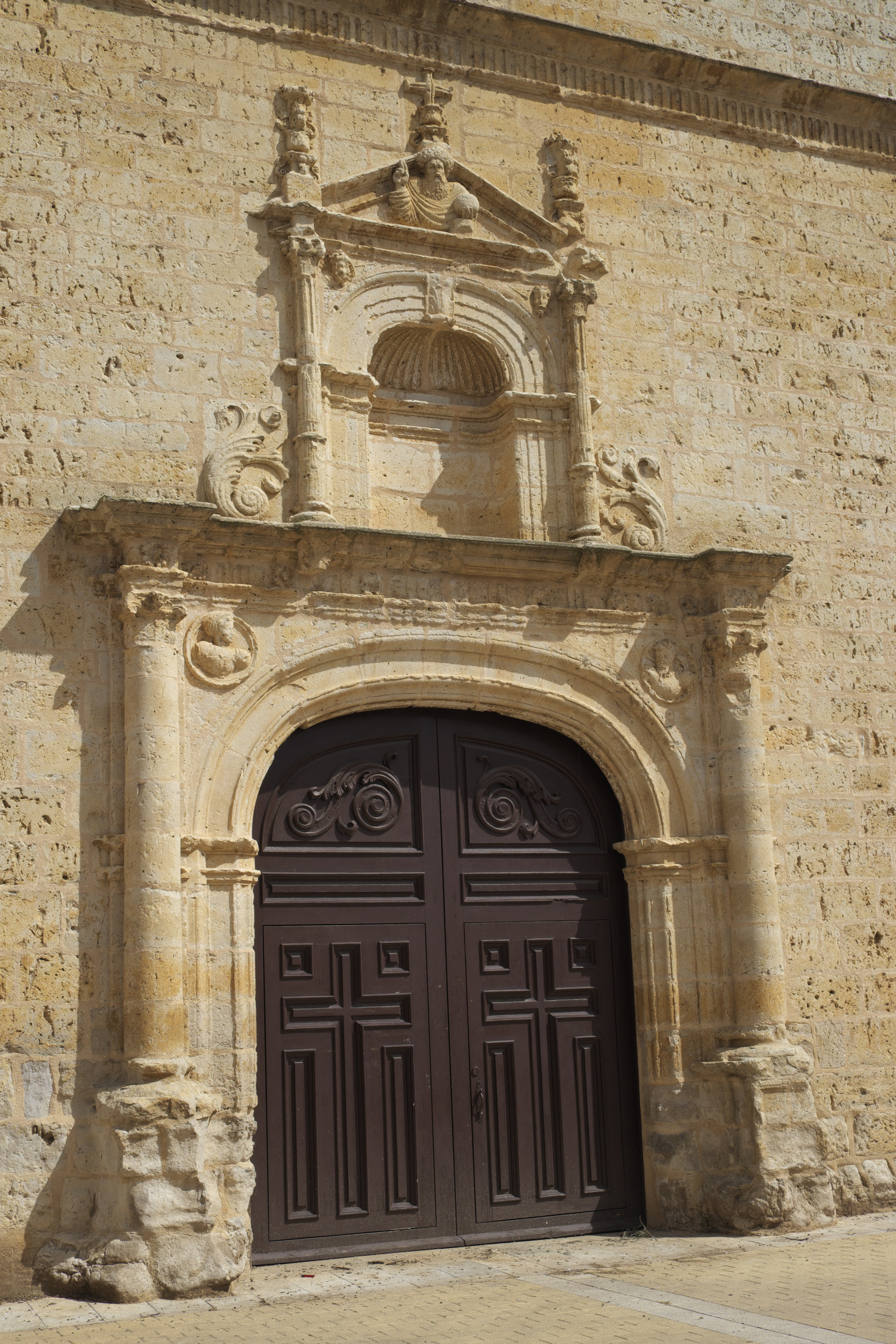